# Aberstückl

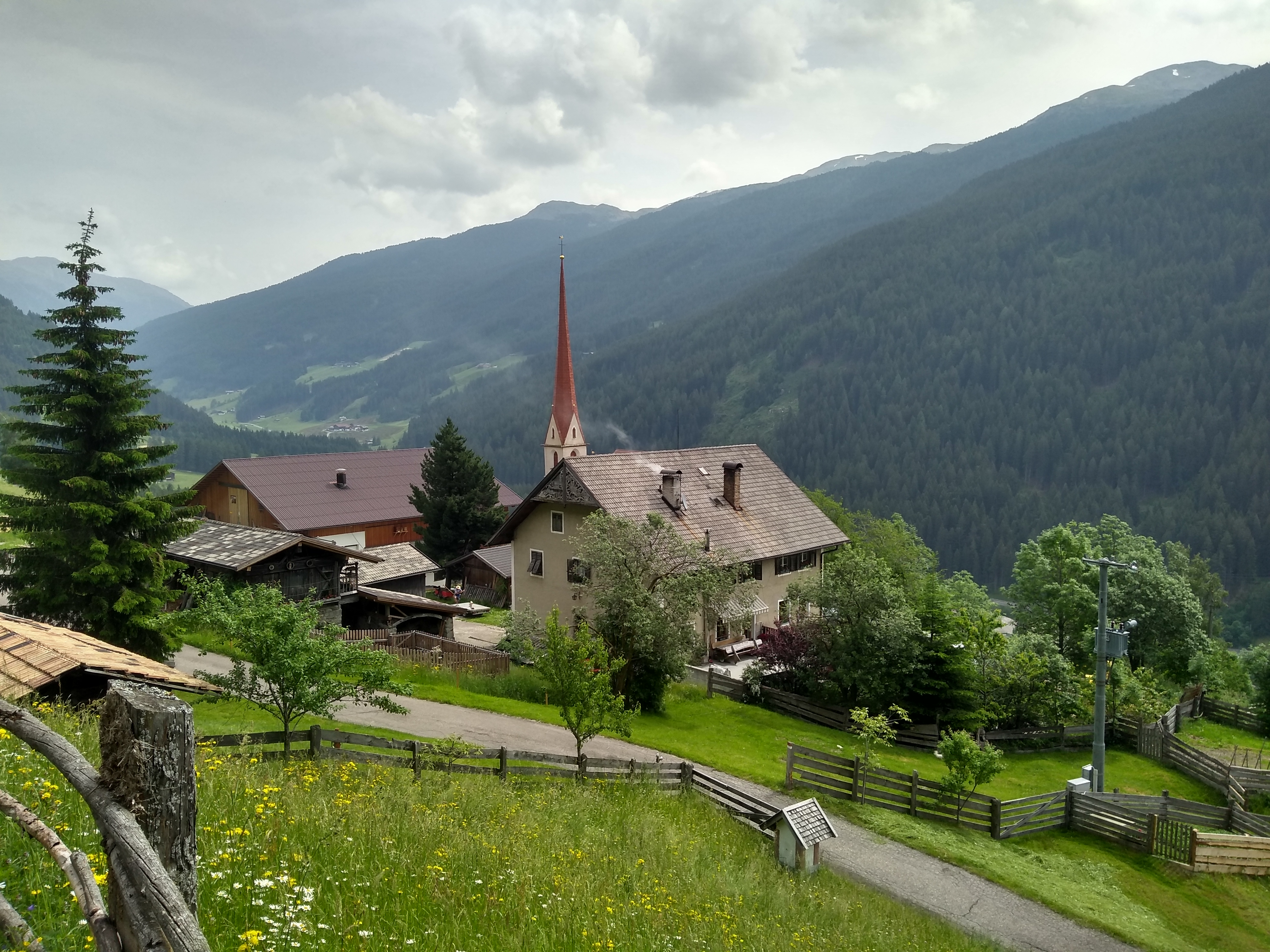
Der kleine Ortskern von Aberstückl

Aberstückl (italienisch Sonvigo) ist eine Ortschaft mit rund 100 Einwohnern in der Gemeinde Sarntal in Südtirol. Sie befindet sich im oberen, auch als Penser Tal bezeichneten Abschnitt des Sarntals auf etwa 1320 m Höhe. Der kleine Ortskern und die umgebenden Höfe besetzen dabei die Hänge der westlichen Talflanke, auf der orographisch rechten Seite der Talfer. Dahinter erheben sich die Gipfel des Westkamms der Sarntaler Alpen, die über Aberstückl am Hirzer (2781 m) kulminieren.
In Aberstückl gibt es eine den Hll. Bartholomäus und Ulrich geweihte Pfarrkirche (neugotischer Bau von 1871 nach Entwurf des Architekten Josef von Stadl) sowie eine deutsche Grundschule. Erreichbar ist die Siedlung über eine kleine Zufahrtsstraße, die von der SS 508 abzweigt, welche ganzjährig von Süden von Bozen über Sarnthein her befahrbar ist, sowie saisonal talaufwärts – hinter Weißenbach und Pens – über das Penser Joch (2211 m) einen Übergang ins Wipptal vermittelt.

## Geschichte
Der Ortsname ist ersturkundlich im Jahr 1312 als Aberstikl und 1440 unter der präzisen Lagebezeichnung Aberstikchel in Searntein bezeugt. Aus dem Mittelhochdeutschen stammend, bedeutet er ‚durchwegs steiles Gelände‘. Aufgrund der Niederlage Österreich-Ungarns im Ersten Weltkrieg und des Vertrages von Saint-Germain kam der Ort zusammen mit Südtirol 1920 zum Königreich Italien.